# Orden von St. Georg der Wiedervereinigung

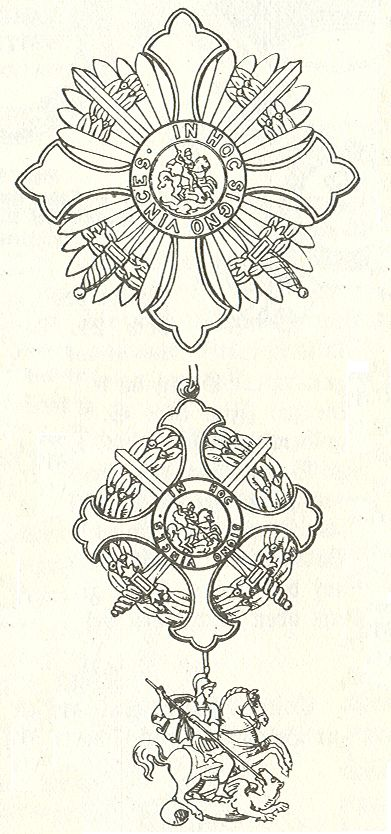
Orden von St. Georg der Wiedervereinigung

Der Orden von St. Georg der Wiedervereinigung wurde am 24. Februar 1808 von Joseph Bonaparte, König von Neapel als Orden beider Sizilien gestiftet. Ferdinand I. übernahm den Orden im Königreich beider Sizilien und wandelte ihn in einen Ritter- und Verdienstorden um:
- Großkordon, ab 1829 Großkreuz (Gran Bandicati)
- Kommandeur (Commendatori)
- Rechtsritter (Cavalieri di diritto)
- Gnadenritter (Cavalieri di grazia)
- Goldmedaille
- Silbermedaille

## Ordensdekoration
Die Ordensdekoration ist an die des Konstantinordens angelehnt. Sie zeigt ein ausschweifendes rot emailliertes Kreuz, das auf einem grün emaillierten Lorbeerkranz liegt und von zwei goldenen Schwertern gekreuzt wird. Das Medaillon zeigt das Bild des heiligen Georg und ist von einem goldgeränderten blauen Reif umgeben. In goldenen Buchstaben ist die Ordensdevise In hoc signo vinces zu lesen. In der Klasse für Gnadenritter war das Kreuz nicht mit dem Lorbeerkranz untergelegt.
Das Ordensband ist himmelblau mit pounceroten Bordstreifen.